# Quito Nicolaas

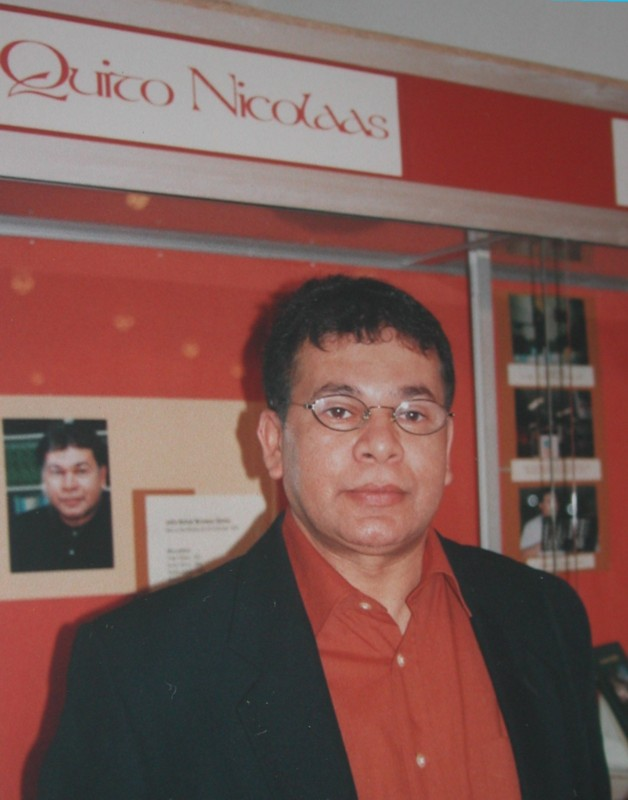
Quito Nicolaas

Julio Rafaël (Quito) Nicolaas (Sint Nicolaas (Aruba), 26 oktober 1955) is een Arubaanse schrijver, dichter en essayist.

## Levensloop
Nicolaas studeerde in Nederland cultureel werk en volgde daarna de studies politicologie en rechten. Tijdens zijn studietijd en verblijf in Europa begon hij met schrijven. In 1980 debuteerde hij in het tijdschrift Kontakto Antiyano met het gedicht E dia di mañan, afgeleid van de boektitel Morgen is het zover van de Franse filosoof Michel Foucault.
Zijn inspiratie ontleent Nicolaas aan zijn reizen, daarnaast vormen de ontwikkelingen in zijn geboorteland en de internationale politiek een inspiratiebron. Een voorbeeld hiervan is het gedicht Un pueblo ("Een volk") uit de bundel Destino, dat geïnspireerd werd door de gebeurtenissen in Srebrenica. Het gedicht Kabsa uit de gedichtenbundel Gerede Twijfels heeft als basis de vrijlating van Nelson Mandela. In zijn bundel De namiddagen van vroeger zorgt hij voor een fusieproces tussen poëzie en andere kunstuitingen, zoals ballet, muziek, toneel, schilder- en beeldhouwkunst. Tijdens de Kunstmarkt in 2006 in Amsterdam lanceerde hij het duo-gedicht: twee afzonderlijke gedichten - van twee verschillende dichters die qua tijdstip en locatie zijn geschreven - die in elkaar samenvloeien tot een geheel.
Met zijn gedichten trad Nicolaas op in diverse theaters. Hij schrijft korte verhalen en essays die in tijdschriften en Nederlandse en Arubaanse dagbladen werden gepubliceerd, zoals Diario, Bon Dia, Awe Mainta, Trouw, Het Parool en NRC Handelsblad. Hij is of was recensent bij het weekblad Contrast (2001-2004), het e-zine Literair Nederland (2004-2006) en het e-zine Caribe magazine en schrijft geregeld columns in Caraibisch uitzicht. Daarnaast verzorgt hij lezingen in binnen- en buitenland over de Arubaanse-, Antilliaanse- en Caribische literatuur. Zijn gedicht Litteken werd geschreven voor en opgedragen tijdens de onthulling van het slavernijmonument in het Oosterpark te Amsterdam. In 2006 werd een rubriek gewijd aan z’n werken in Kadans, het handboek literatuurgeschiedenis van Aruba en de Nederlandse Antillen. Zijn gedicht Tippelend op hoge tenen is opgenomen in de collectie van SONS Shoes or no shoes? het virtuele museum in België. In juni 2016 is in de Dictionary of Caribbean and Afro-Latin American Biography,een publicatie van de Universiteit van Oxford, behalve zijn biografie, een overzicht van zijn boekpublicaties, essays, artikelen en recensie opgenomen.
Nicolaas is de geestelijke vader van de eerste Caribische schrijversorganisatie - St. Simia Literario - in Nederland. Van 2001 tot 2005 was hij bestuursvoorzitter en is thans erelid. Hij is lid van de Sociedad dos poetas amigos en Poetas del siglo XXI. In 2022 kreeg hij een lintje, Officier in de Orde van Oranje-Nassau.

## Publicaties

### Bloemlezingen
- Pa saka kara, Willemstad (1999)
- Isla di mi/Island of mine, Oranjestad (2000)
- Caribbean Waves of Words, Amsterdam (2003)
- Bentana Habri/Open venster, Amsterdam (2004)
- Met de wil elkander bij te staan, Den Haag (2004)
- Fruta Hecho/Rijpe vruchten, Amsterdam (2006)
- Van de Prinsengracht, Amsterdam (2007)
- Cunuco, in Vaar naar de Vuurtoren, K. de Groot (red) In de Knipscheer, pp. 52, 2010.
- Topa Tula/Ontmoet Tula, Den Haag (2012)
- ‘Wij moeten onze eigen boontjes doppen’, interview in:  Meerstemmig verleden, pp.103-108, KIT Publishers, 2011.-
- De schrijver nodigt de lezer uit voor een Tango, pp. 41-50, in: L. Nankoe en J. Rijssen,  De slaaf vliegt weg [Beeldvorming over slavernij in de kunsten]. 2013
- Venice, in World Poetry Yearbook 2013, pp.225, The Earth Culture Press, China, 2013.
- Underway, in:  World Poetry Yearbook 2013, pp. 226, The Earth Culture Press, China, 2013.
- Arte Poetica, Paisaje Lyrica en Pintura corporal in: Anthologia Internacional de Poesia, Buenos Aires, Argentina, 2013.
- Betrayal en Conversations, In: Poems for The Hazara, an Anthology and collaborative poem (multlingual), pp.235-239, USA, 2014.
- Maestra di Bida, In: El Canto Eterno, pp123-125, Apostrophes Ediciones, New York 2014.
- Poesia Antologisa Festival Internacional  Curtea de Arges, 2015
- Groeien in vrijheid, Simia Literario, Amsterdam (2016)
- Windmolen[ Molina di Biento], in: Grenzeloos – 40 jr Knipscheer poëzie, K. de Groot (samensteller) pp. 147, 2017
- Deceit @ the kitchen table. In: Revista Prometeo nr. 111-112, Año 37, pp. 81, 2019
- Piedra (Stone), In: Memorias del 29e Festival Internacional de Poesia de Medellin, Revista Prometeo, pp. 83/nr. 111-112, Año 37, 2019.
- Conciente (Concious), In: Memorias del 29e Festival Internacional de Poesia de Medellin, pp. 84. Revista Prometeo nr. 111-112, Año 37, 2019.
- Cambio climatico: De vuelta  a la naturaleza, Aspectos antropologicos de nuestro comportamiento y nuestras acciones.   In: Canto Planetario, pp. 110-113, 2021
- Album van Caribische poëzie, Amsterdam (2022)

### Internationale publicaties
- Haiku/Haik Albanian, Elbasan (2008)
- Behind Literary shadows: Literary development in Aruba from 1971-1996, essay in: Leeward Voices,2009
- Prometeo,Revista Latinoamericana de Poesía,Nr.86-87/Medellín (2010)
- The other face of the Aruban literature, lecture oktober 2010
- World Poetry Yearbook, China (2013)
- Arte Poëtica, Argentina (2013)
- Caribbean Literature of the ABC-Islands in the Netherlands, essay in: Researching the Rhizhome, 7 nov. 2013.
- Poems for the Hazara, New York(2014)
- El canto eterno, Chile (2014)
- The Remnants of Colonialism in Aruban Literature, essay in: Creole Connections, Curaçao/Puerto Rico, p. 255-261, 2014.
- The Dictionary of Caribbean and Afro-Latin American biography, Oxford University, Londen (juni 2016)
- Antologia Festivalului International Noptile de Poezie de La Curtea de Arges, Boekarest, (2017)
- Prometeo,Revista Latinoamericana de Poesía,Nr.111-112/Medellín (2019)
- World Poetry Tree, an Anthology for Hope, Love and Peace, Expo 2020, Dubai, UAE. (2021)
- Canto Planetario Vol. I, Africa, America, Oceania, Carlos Javier Jarquin, Costa Rica. (2023).

### Korte verhalen
- Consenshi di un conciencia (ongepubliceerd), 16 september 2001
- Un Pasco Tristo, in: Diario, Bon Dia, 11 december 2001
- Un Mama Bandona, in: Diario, Bon Dia, 17 december 2001
- Soledad , in: Diario, Bon Dia, 31 december 2001
- E Curazon di Paz, in: Diario, Bon Dia, La Prensa 7 december 2002
- Ay Dios, mi yiu, in Diario, Bon Dia, La Prensa, 21 december 2002
- Plegaria di un yiu, in: Diario, Bon Dia, La Prensa, 31 december 2002
- Despedida, geplaatst in de literaire e-zine van Arubastation.com, 1 december 2003
- Despedida, in: Diario/Bon Dia, 13 december 2003
- E Niño di Ser’i Cristal, in: Diario/Bon Dia, 20 december 2003
- Cara di Alameda, in: Diario/Bon Dia, 27 december 2003
- E violin virgen, in: Bentana Habri (Open venster), november 2004
- Dialogo den tempo, in: Bentana Habri (Open venster), november 2004
- Noche buena, in: Diario, Bon Dia, La Prensa, 15 december 2005
- Virginia, e esclava inocente, juni 2010
- Un grito pa Libertad, juni 2010
- Roep om vrijheid, 17-8-2011

### Gedichten in tijdschriften
- E Dia di Mañan, Kontakto Antiyano, jaargang 12, nr.6/7, Amsterdam, 1980
- Rerum Novarum, in: Corant/Extra, Oranjestad, 16 maart 1991
- Ser Nihilo, tijdschrift Burundanga, jaargang 1, nr. 4, Amsterdam, 1998
- Nacion, in: Bon Dia/Diario, Oranjestad, 17 maart 2000/OcAN-info, juni 2001
- Criaturanan/Celebro, in: Island of mine, F. Williams, Oranjestad, 2000
- Voz pa Planta, in: Diario, 16 maart 2002
- Soberania, in: Diario, 16 maart 2002
- Een verloren zoon, in OCAN-info, 3e jaargang, nr. 3 , oktober 2002
- Determinacion, in Noticiero Aruba, 21e jaargang, nr. 2 , maart 2003
- Mama, in: Diario, 10 mei 2003
- Seduccion, in: Diario, 10 mei 2003
- Ausencia, in: Diario, 10 mei 2003
- Litteken, in OCAN-info, 4e jaargang, nr.3, maart 2003
- Terugblik, geplaatst op de site Passaat.com, 30 mei 2003
- Epicurio, in: Diario, 14 juni 2003
- Ofrenda di palabra, in: Diario, 14 juni 2003
- Besef, geplaatst in de literaire e-zine van Arubastation.com, 1 oktober 2003
- Celebro, geplaatst in de literaire e-zine van Arubastation.com, 1 oktober 2003
- Awe/Vandaag, In memoriam Joe Simmons, in OCAN-info, 4e jaargang, nr.5, oktober 2003
- Monumento, geplaatst in de literaire e-zine van Arubastation.com, 1 november 2003
- Malvinas, in Margutte, Italy, 11-3-2014

Bloemlezing
Gedichten van Nicolaas zijn - in de verschillende talen Engels, Spaans, Chinees en Italiaans - gepubliceerd in diverse bloemlezing.
- Island of mine (Isla di mi), Unoca, Oranjestad, Aruba, 2000.
- Caribbean Waves of Words, Simia Literario, Amsterdam, The Netherlands, 2003.
- Met de wil elkander bij te staan, (Ter gelegenheid van de viering van 50 jaar van het Statuut der Koninkrijk, 2004.
- Open window (Bentana Habri), Amsterdam, 2004.
-On a international level his poems were translated in Albanese, Spanish, Chinese, English and Italian and      were published in:
- Haiku/Haik Albanian, Elbasan (2008).
- Prometeo, Revista Latinoamericana de Poesía, Nr.86-87/Medellin, Juli 2010.
- Topa Tula [Ontmoet Tula, Amrit,  2012
- World Poetry Yearbook, IPTR, China 2013.
- Arte Poëtica, Argentina (2013).
- Poems for the Hazara, New York (2014).
- El canto Eterno, Chile (2014).
- Margutte, Italy, http://www.margutte.com/2014)

### Essays
- Micro-estadonan y nan Independencia, in: Sembra awe pa cosecha mañan, Universiteit van Groningen, 1986.
- SLM-luchtvaartramp, in: Ñapa/Amigoe, Oranjestad/Willemstad, 23 september, 1989.
- De arbeidsmarktpositie van vrouwen in Aruba, in: Op de bres voor eigenheid, Universiteit van Amsterdam, 1990.
- Gemenebest met beweegbare grenzen, Parool, jaargang 50, Amsterdam, 12 april 1990.
- Politiek doet instituut enquête geweld aan, in: Trouw,  Amsterdam, 4 juni 1999.
- Mester crea un Infrastructura literario, Diario, 23 december 2000.
- Uitwijzing van Antillianen, OCAN-info, jaargang 2, nr. 2, juni 2001
- Het kerkelijk leven en de slavernij op Curaçao, Nieuw Dekenaal Peil, jaargang 5, nr. 3, juli 2001
- Analyse van de Arubaanse parlementsverkiezingen, Resumen, 6 oktober 2001.
- De Nederlandse taal in de Antilliaanse Literatuur, in Multined, 2e jaargang, nr. 02-19, 8 januari 2003
- Antillianen bezig met inhaalslag in de politiek, Internet, februari 2006.
- Dalende belangstelling voor literatuur met L,in:Caribe magazine, 4-11-2010
- Federico Oduber: Een strijdlustig dichter, in:Caribe magazine, 10-8-2011
- Verhalen die ons verleden navertellen,in:Caribe magazine, 1-3 sept. 2011
- De schrijver nodigt de lezer uit voor een Tango, in: De slaaf vliegt weg. Amsterdam, dec. 2013
- De rol van migranten in de Arubaanse literatuur, in Kristòf, Volume XVI-1, p. 27-36, 2015.
- 19e-eeuws poëziealbum reist oceaan, in Ñapa, p. 6-7, 22 augustus 2015.
- De Chinese gemeenschap op Aruba, in Ñapa, p. 12-13, 14 november 2015.
- Miguel Pourier: De man van de vernieuwing, in Ñapa, p. 12-13, 21 mei 2016.
- Theater vanuit een ander perspectief, in Ñapa, p. 12-13, 20 augustus 2016
- Het taalgebruik tijdens de Amerikaanse verkiezingscampagne, in Ñapa, p. 4-5, 5 november 2016
- Caribische literatuur in het onderwijs,opiniestuk, in: Levende Talen magazine, oktober 2016, jaargang 103, nr.7
- Antilliaanse en Arubaanse studenten in de jaren 60/70, in Ñapa, p. 8-9, juni 2017.
- Papiamentstalige Arubaanse literatuur en de eigen identiteit, in Ñapa, p. 6-7, aug. 2017.
- Een uniforme spelling vereist meer dan een linguïstische benadering,in Ñapa, p. 4-5 , nov. 2017.
- Arubanen komen in vele kleuren: het gevoel van verbondenheid, in Ñapa, p. 10-11, jan. 2018.
- Spaanstalige literatuur op school vergt andere aanpak, in Ñapa, p. 10-11, april 2018
- Meeslepende kroniek over de Abraham dynastie, in Ñapa, p. 10-11, mei 2018.
- Ontwikkeling van San Nicolas broodnodig voor economische groei, in Ñapa, p. 4-5, 1 sept. 2018

Engelstalige essays
- Behind Literary shadows: Literary Development in Aruba from 1971-1996, in: Leeward Voices, p.139-144, 2009.
- Caribbean literature from the ABC-islands in the European Netherlands, in: Researching the Rhizome, p. 221-230, 2012.
- The remnants of colonialism in contemporary Aruban Literature, in: Creole connections, p. 255-260, 2014.
- The promotion, demotion and exclusion of Aruban and other Dutch Caribbean Migrant literature, in: Caribbean Conviviality's and Caribbean sciences, p. 197-206, 2022.
- How Linguistic parameters affect cultural development and literary production, in Southern Entanglements, pp. 191 - 196, N. Faraclas (editor), 2023.

### Theater
- De hemelpoorten van de Courtisane, 29 april 2009.
- Reading Ritmo di Cambio (Veranderingsritme) 15-18 november 2008, Aruba.
- E pordon di un pueblo [De vergiffenis van een volk], monoloog,,in:Tula resusitá/Tula herrezen, Simia Literario, 2024.